# サザエさんの婚約旅行

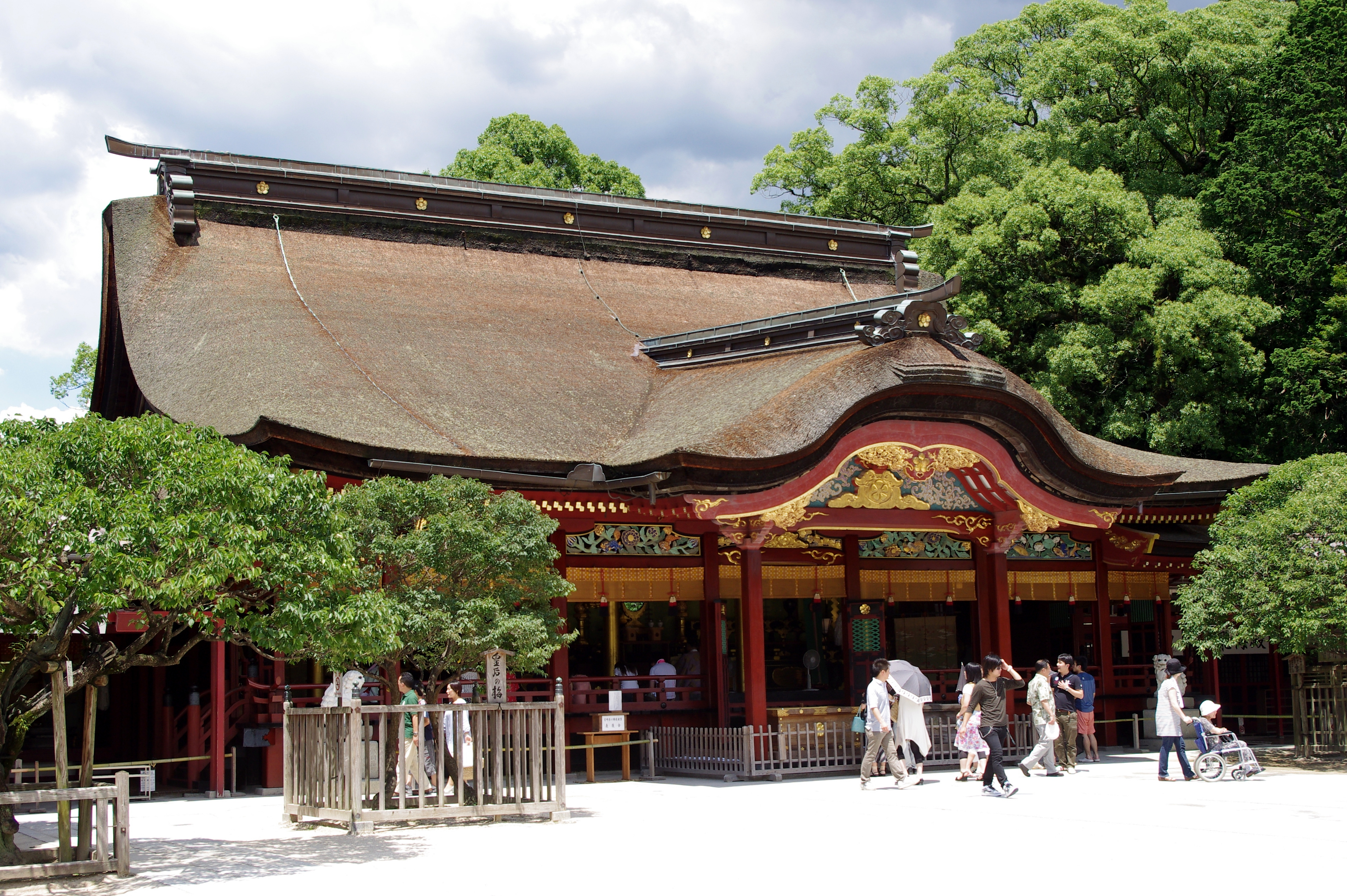
サザエとマスオとカツオが立ち寄った太宰府天満宮（福岡県太宰府市）

『サザエさんの婚約旅行』（サザエさんのこんやくりょこう）は、1958年8月26日に公開された日本映画。製作は宝塚映画製作所、配給は東宝。カラー、東宝スコープ、104分。
キャッチコピーは「婚約者と嬉しい旅も失敗続きで花嫁修業のやり直し」。

## 概要
『サザエさん』実写化映画の第4作で、シリーズ初のシネマスコープ作品かつ初の宝塚映画製作作品である。同社による作品製作は、翌年末公開の第7作『サザエさんの脱線奥様』から再び行われることとなる。
松島トモ子がワカメ役を務めた最後の作品。第1作に出演した花菱アチャコが役柄を変えて再度出演。

## ストーリー
婚約者のフグ田マスオが九州から上京してくる話が流れてしまい、気落ちする磯野サザエ。そんな折、若松に住む祖母から祖父の三十三回忌に来てほしいという手紙が磯野家に届いた。
父親に代わって若松へと向かうサザエとカツオ。しかしサザエは法要の夜、酒をがぶ飲みして踊りだしたために伯父たちから大目玉を食う。「大阪の叔母さんの旅館で行儀作法を教えてもらいなさい」と叱られて半泣きになっていたところ、休暇を取ったマスオがその場に現れる。
サザエとカツオはマスオの案内で九州の名所めぐりを楽しむが、サザエはその最中、マスオが下宿先の娘で宝塚歌劇団のメンバーでもある悦子と談笑しているのを目にし、俄然面白くない気分になる。その後、東京へと戻るサザエとカツオを見送りに来たマスオは、サザエに「近々大阪に転勤になる」と告げる。カツオと一緒に帰路につくサザエであったが、汽車が大阪に停まるやいなやそのまま途中下車して叔母の旅館へ行き、マスオが転勤してくるまでそこで働くことにした。
そして別れ際の言葉通り、マスオは大阪へ転勤してきた。サザエとマスオは叔母と一緒に宝塚大劇場へ出かけるが、劇場の舞台にはあの九州で目にした悦子が姫君に扮して立っていた。悦子に盛大な拍手を送るマスオに我慢できなくなったサザエは席を立ち、劇場の外へ飛び出していく。驚いたマスオはサザエの後を追い、「僕が好きなのはサザエさんだけだよ」と言いながら彼女の指に婚約指輪をはめる。
参考文書『キネマ旬報』213号

## スタッフ
- 監督：青柳信雄
- 製作：杉原貞雄
- 原作：長谷川町子
- 脚本：笠原良三
- 音楽：神津善行
- 撮影：西垣六郎
- 照明：下村一夫
- 美術監督：北猛夫
- 美術：近藤司
- 録音：鴛海晄次
- 製作担当者：阿波孝守
- スチール：岩井隆志

## キャスト
- 磯野 サザエ：江利チエミ
- フグ田君：小泉博
- その父親（波平）：藤原釜足
- その母親（舟）：清川虹子
- 磯野 カツオ：白田肇
- 磯野 ワカメ：松島トモ子
- 悦子（フグ田君の下宿先の娘）：安西郷子
- 西野 万造（サザエの叔父）：花菱アチャコ
- 西野 ちえ（サザエの叔母）：浪花千栄子
- 西野 ノリオ（サザエの従兄）：藤木悠
- 西野 ユリ子（サザエの従姉）：環三千世
- 西野ノリ吉（サザエの従兄）：頭師正明
- 西野タマ子（サザエの従姉）：竹野マリ
- 松子：山田珠代
- 磯野本家の伯父（若松）：坂東簑助
- 磯野本家の伯母（若松）：一の宮あつ子
- 郵便配達夫（東京）：岡田浩
- 女車掌（若松）：橘美津子
- 男：守住清
- 女A（若松）：吉川雅恵
- 女B（若松）：二条宮子
- 女C（若松）：千代田綾子
- 女中（旅館・長崎）：植田拡子
- 新婚の青年（雲仙）：佐々十郎
- その新妻：桜井園子
- 番頭（旅館・島原）：仲塚雅哉
- 観光バスの車掌（大阪）：水代玉藻
- 松原君（ユリ子の恋人）：山田真二
- 旅館の客：トニー谷
- 浪人生（家庭教師）：大村崑
- 汽車の客：由利徹
- 汽車の客：沢村いき雄
- 旅館の客（長崎）：南利明
- 悦子の父親：益田キートン
- 悦子の母親：万代峯子

## 協賛
- 若松観光協会
- 長崎観光協会
- 雲仙観光協会
- 島原観光協会
- 西海橋観光協会
- 唐津観光協会
- 太宰府天満宮

## 同時上映
- 荒城の月